# Kotiteollisuus
Kotiteollisuus é uma banda de hard rock/heavy metal finlandesa formada em 1991 em Lappeenranta. O primeiro trabalho da banda foi uma fita demo em 1993 sob o nome "Hullu ukko ja kotiteollisuus", o nome e a linha de membros foi ajustada mais tarde. O último álbum "Vieraan vallan aurinko" foi lançado em 2016.
A banda diz combinar a fúria do heavy metal com a sutileza finlandesa, os principais temas das músicas são a própria Finlândia, religião e humanidade. São conhecidos por usar uma linguagem vulgar durante shows e entrevistas, além de frequentemente ficarem nus durante as apresentações.
Kotiteollisuus é sem dúvida, uma das bandas de metal mais populares da Finlândia, tendo ganho um Emma Awards em 2003 e 2005 na categoria Melhor gravação de metal e Melhor DVD respectivamente. O grupo também já ganhou certificados de platina e ouro pelas vendas no país.
Tuomas Holopainen, compositor e tecladista da banda Nightwish, já participou de três álbuns da banda como tecladista. Sempre participa de apresentações ao vivo, quando não está ocupado com seus outros projetos.
Em março de 2014, Miitri Aaltonen, que tocava guitarra apenas nos shows ao vivo, durante anos, foi efetivado à membro oficial do Kotiteollisuus.

## Membros

### Integrantes
- Jouni Hynynen - guitarra (1991 – atual), vocal principal (1994 - atual)
- Janne Hongisto - contra-baixo (1991 – atual)
- Jari Sinkkonen - bateria (1991 – atual)
- Miitri Aaltonen - guitarra rítmica e vocal de apoio (2014 – atual)

### Ex-integrantes
- Simo Jäkälä - vocal principal (1991 - 1994)
- Tomi Sivenius - guitarra base e vocal de apoio (1991 - 1994)
- Aki Virtanen - guitarra base (1994 - 1997)

### Membros convidados
- Miitri Aaltonen - guitarra rítmica e vocal de apoio (2000 – atual)
- Tuomas Holopainen - teclado (2003 – atual)

## Discografia

### Albuns de estúdio
- Hullu ukko ja kotiteollisuus ('The Crazy Old Geezer and Home Industry') (1996)
- Aamen ('Amen') (1998)
- Eevan perintö ('Heritage of Eve') (1999)
- Tomusta ja tuhkasta ('From Dust and Ashes') (2000)
- Kuolleen kukan nimi ('The Name of the Dead Flower') (2002)
- Helvetistä itään ('Eastward from Hell') (2003)
- 7 (2005)
- Iankaikkinen ('Eternal') (2006)
- Sotakoira ('The War Dog') (2008)
- Ukonhauta ('Old Man's Grave') (2009)
- Kotiteollisuus ('Home Industry') (2011)
- Sotakoira II ('The War Dog II') (2012)
- Maailmanloppu ('Apocalypse') (2013)
- Kruuna/Klaava (Kruuna Vai Klaava - 'Heads or Tails') (2015)
- Vieraan vallan aurinko (2016)

### Singles e  EPs
- Noitavasara (1996)
- Kuulohavaintoja (1997)
- Routa ei lopu (1998)
- Juoksu (1998)
- Eevan perintö (1999)
- Jos sanon (2000)
- Kädessäni (2000)
- Yksinpuhelu (2001)
- Rakastaa/ei rakasta (2002)
- Vuonna yksi ja kaksi (2002)
- ±0 (2002)
- Routa ei lopu (on ilmoja pidelly) (2003)
- Helvetistä itään (2003)
- Minä olen (2003)
- Tämän taivaan alla (2004)
- Kultalusikka (2004)
- Vieraan sanomaa (2005)
- Kaihola (2005)
- Vapaus johtaa kansaa (2006)
- Arkunnaula (2006)
- Tuonelan koivut (2007)
- Kummitusjuna (2007)
- Mahtisanat (2009)
- Kuollut Kävelee (2009)

### Coletâneas
- Murheen Mailla 1996-2007 (2007)

### DVDs
- Kotiteollisuus DVD (2005)
- Tuuliajolla 2006  (2006)
- Itärintama 2003-2010 (2010)

### Documentários
- Rai Rai! (2005)